# Suso Mourelo
Suso Mourelo (nacido como Jesús Mourelo Gómez, Madrid, 1964) es un escritor y periodista español. Su afán temprano por conocer otras culturas, por descubrir rincones del planeta y personas que le mostraran otra visión del mundo, le llevó a compartir sus vivencias a través de la escritura.

## Biografía
Es licenciado en Ciencias de la Información por la Universidad Complutense de Madrid y Máster en Relaciones Internacionales Iberoamericanas por la Universidad Rey Juan Carlos de Madrid. La mayoría de su creación literaria se encuadra en la no ficción y se distingue por una integración de géneros1, sobre todo la crónica, el ensayo literario2 Archivado el 17 de febrero de 2020 en Wayback Machine. y la narrativa de viaje3.
Su obra se caracteriza por dar voz a la gente corriente, los jóvenes y las mujeres4 y, formalmente, de manera cada vez más marcada, por un estilo cercano a la prosa poética5 6 7 Archivado el 17 de febrero de 2020 en Wayback Machine..
Suso Mourelo ha vivido en Santiago de Compostela, Londres (Reino Unido), Indianápolis (Estados Unidos), Basilea (Suiza), Madrid e Hiroshima (Japón), país que recorrió en 2016 en una investigación sobre la sociedad nipona, a partir de los lugares que aparecen en la literatura japonesa clásica y moderna8 Archivado el 17 de febrero de 2020 en Wayback Machine. 9. Es autor de ocho libros, siete de no ficción y una novela. Su primer título, Adiós a China, escrito tras un recorrido de varios meses por el país asiático, anunció los cambios que protagonizaría China y la convertiría en una potencia mundial10. Esta estancia supuso un cambio en su vida11, ya que tras ella decidió dedicar gran parte de su actividad profesional y personal al conocimiento de Asia, región en la que se ha especializado y a la que ha dedicado cinco libros12, tres de ellos a Japón, donde reside parcialmente.
Su única novela hasta la fecha, La frontera Oeste. Abecedario de un inmigrante, es una crónica novelada sobre la inmigración13, a partir de la vida del protagonista, un trabajador ucraniano, y una serie de personajes que llegan a España, desde la extinta Unión Soviética, en la primera década del siglo XXI. Su último título, La naturaleza del silencio. Nueve meses entre cien habitantes, narra su experiencia personal en cuatro pequeños pueblos españoles en los que residió en 201814, y es también una crónica de quienes residen en el mundo rural15 y las posibilidades de recuperar las áreas despobladas16.

## Trayectoria profesional
En 1985 comenzó a trabajar en el diario El Correo Gallego, de Santiago de Compostela y colaboró en la Radio Galega. Posteriormente, hasta 1992, en que se asentó en Londres como profesor de español, trabajó en la Televisión de Galicia y en el centro de Televisión Española en Galicia. Desde 1994 hasta 1999 trabajó en Antena 3 Televisión, primero como reportero y luego como guionista. En el año 2000 se incorporó a El Mundo TV como director de programas divulgativos y dirigió espacios educativos y de servicio público para diferentes cadenas públicas, como El Planeta de los Niños y Padres en Apuros en La 2 de Televisión Española.
En el año 2006 se trasladó a Indianápolis, en Estados Unidos, donde trabajó en el Indianapolis Museum of Art como coordinador de exposiciones internacionales17 y escribió crónicas y reportajes para distintos medios. En 2011 fijó su residencia en Basilea (Suiza), donde se centró en la creación literaria y la docencia; fruto de esta estancia son sus libros sobre Mongolia y México. Desde 2013 reside parcialmente en Madrid y, desde 2017, en Hiroshima.
Como colaborador ha escrito para numerosos medios de comunicación y, de forma habitual, en Leer, Cinco Días, El Mundo y Deviajes. Desde 2014 es el responsable de la revista literaria Revista L y más, que edita la Asociación de libreros L- Librerías Independientes.
Como docente universitario ha impartido conferencias y clases de historia y cultura japonesas, cultura europea, literatura y viaje, guion y escritura creativa, en centros de América y Europa, entre ellos la Universidad de Guadalajara (México), la Penn State (Pensilvania) y la Universidad Carlos III de Madrid.

## Obra

### Crónica y ensayo
- La naturaleza del silencio. Nueve meses entre cien habitantes (La Línea del Horizonte, 2019)
- Tiempo de Hiroshima (La Línea del Horizonte, 2018)

### Narrativa de viaje
- La naturaleza del silencio (La Línea del Horizonte Ediciones, 2019)
- Tiempo de Hiroshima (La Línea del Horizonte Ediciones, 2018)
- En el barco de Ise. Viaje literario por Japón (La Línea del Horizonte, 2017)
- Adiós a China. Un viaje por el gigante asiático (Espasa, 2001; segunda edición aumentada,  Editorial Interfolio, 2006)
- Las cinco tumbas de Gengis Khan. Viaje por Mongolia (Gadir Editorial, 2011)
- Donde mueren los dioses. Viaje por el alma y por la piel de México (Gadir Editorial, 2011)

### Arte e historia
- El Japón de Hokusai (Quaterni, 2019)

### Novela
- La frontera Oeste. Abecedario de un inmigrante (Caballo de Troya, 2006)